# Shortcut Island
Shortcut Island (von englisch shortcut ‚Abkürzung‘) ist eine 600 m lange und halbmondförmige Insel im Palmer-Archipel westlich der Antarktischen Halbinsel. Sie liegt 1,1 km südsüdöstlich des Gamage Point und der Palmer-Station vor der Südwestküste der Anvers-Insel. Ihr Nordufer ist gekennzeichnet durch drei markante Buchten.
Ihren Namen erhielt die Insel nach dem sie von der Anvers-Insel trennenden schmalen Kanal, der eine Abkürzung von der Palmer-Station in das Gebiet der Biscoe Bay darstellt.